# Hysterochelifer
Hysterochelifer es un género de pseudoescorpiones perteneciente a la familia Cheliferidae. Las especies del género se encuentran en el sur de Europa, norte de África, Oriente Medio, Asia central y Norteamérica.

## Especies
En este género se han reconocido las siguientes especies:
- Hysterochelifer afghanicus Beier, 1966
- Hysterochelifer cyprius (Beier, 1929)
- Hysterochelifer distinguendus (Beier, 1929)
- Hysterochelifer fuscipes (Banks, 1909)
- Hysterochelifer geronimoensis (Chamberlin, 1923)
- Hysterochelifer gracilimanus Beier, 1949
- Hysterochelifer meridianus (L. Koch, 1873)
- Hysterochelifer pauliani Vachon, 1938
- Hysterochelifer proprius Hoff, 1950
- Hysterochelifer spinosus (Beier, 1930)
- Hysterochelifer tauricus Beier, 1963
- Hysterochelifer tuberculatus (Lucas, 1849)
- Hysterochelifer urbanus Hoff, 1956

## Publicación original
- Chamberlin, 1932 : A synoptic revision of the generic classification of the chelonethid family Cheliferidae Simon (Arachnida) (continued). Canadian Entomologist, vol. 64, p. 17-21 & 35-39 (en inglés).